# Новий Демблін
Новий Демблін (пол. Nowy Dęblin) — село в Польщі, у гміні Рики Рицького повіту Люблінського воєводства.
Населення — 149 осіб (2011).

## Демографія
Демографічна структура станом на 31 березня 2011 року:
|          | Загалом | Допрацездатний вік | Працездатний вік | Постпрацездатний вік |
| -------- | ------- | ------------------ | ---------------- | -------------------- |
| Чоловіки | 73      | 24                 | 40               | 9                    |
| Жінки    | 76      | 21                 | 44               | 11                   |
| Разом    | 149     | 45                 | 84               | 20                   |